# Medinomyia canescens
Medinomyia canescens là một loài ruồi trong họ Tachinidae.